# Pleotrichophorus filifoliae
Pleotrichophorus filifoliae är en insektsart som först beskrevs av Palmer 1938.  Pleotrichophorus filifoliae ingår i släktet Pleotrichophorus och familjen långrörsbladlöss. Inga underarter finns listade i Catalogue of Life.